# Tulipa agenensis
Tulipa agenensis là một loài thực vật có hoa trong họ Liliaceae. Loài này được DC. miêu tả khoa học đầu tiên năm 1804.